# Kirsch de Fougerolles
Le kirsch de Fougerolles est une appellation d'origine contrôlée de kirsch, une eau-de-vie produite dans la région de Fougerolles, à 30 kilomètres au nord de Vesoul, dans la Haute-Saône. Il est obtenu par une distillation en une passe de jus fermenté de cerises. La culture et la fabrication du Kirsch de Fougerolles a été inscrit à l'inventaire du patrimoine culturel immatériel en France depuis 2018. 

## Réglementation

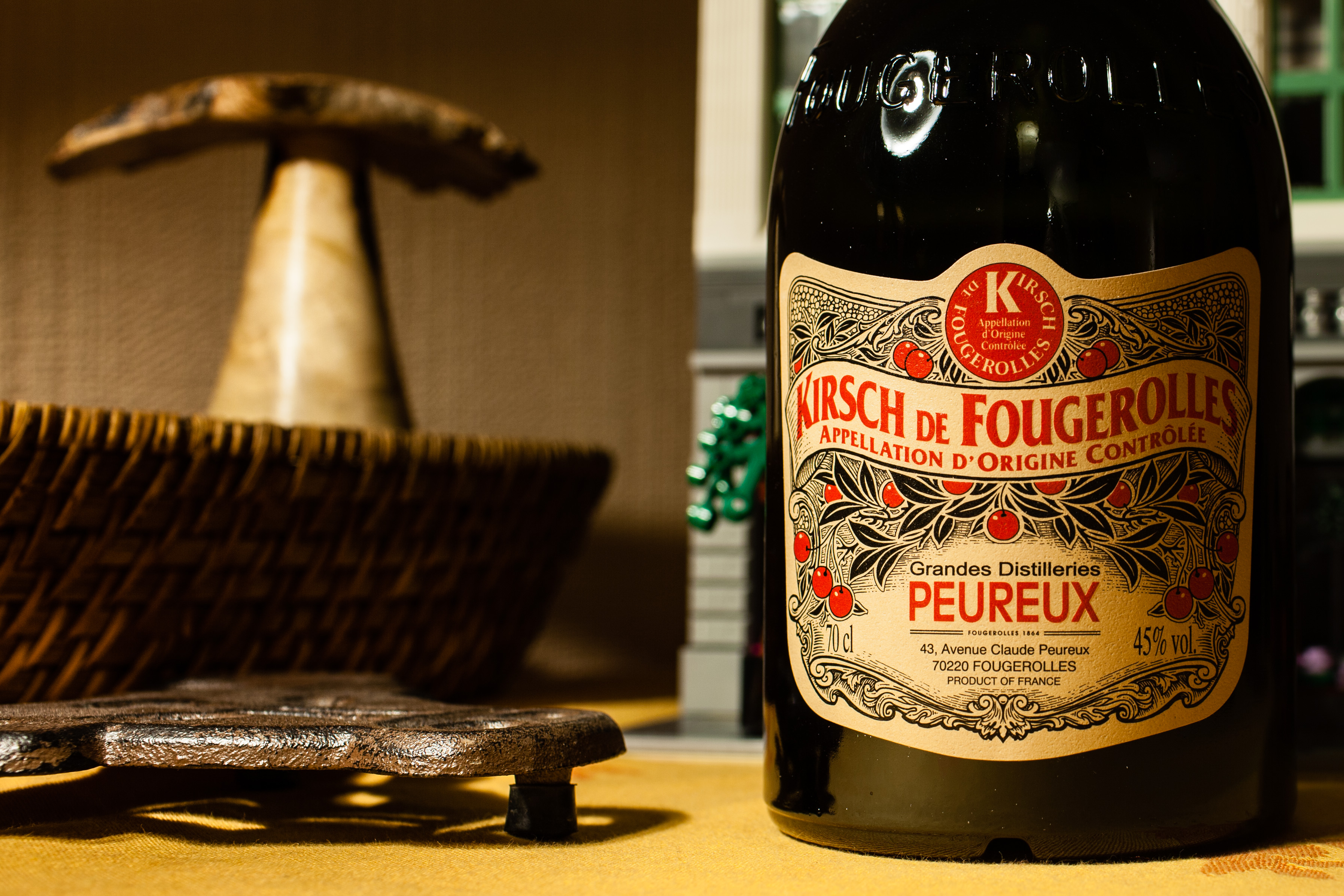
AOC Kirsch de Fougerolles (distillerie Claude Peureux).

L’AOC est reconnue par le Comité national des vins, eaux-de-vie et autres boissons alcoolisées de l’Institut national de l'origine et de la qualité (INAO) le 10 septembre 2009. Son cahier des charges est approuvé par ce même comité le 3 novembre 2009. L'appellation d'origine contrôlée est officialisée par le décret no 2010-453 du 3 mai 2010 publié au Journal officiel no 0104 du 5 mai 2010, 41 ans après la première demande.
Elle est officiellement lancée à Fougerolles le 28 avril 2011 par le ministre de l'agriculture Bruno Le Maire . Le kirsch de Fougerolles devient la première eau-de-vie de fruits à noyau à obtenir une AOC en France et la quatrième eau-de-vie après le calvados, le cognac et l’armagnac.
Il vaut à la commune de Fougerolles le label Site remarquable du goût, reconnaissant le caractère touristique et gastronomique de ce patrimoine culinaire et du bourg.

## Description
Il s'agit d'une eau-de-vie blanche provenant de la distillation exclusive de jus fermenté de cerises. Sur le plan organoleptique, le « Kirsch de Fougerolles » présente des caractéristiques fruitées et noyautées nettes et franches. Au niveau visuel, il est limpide et translucide. Cependant, il peut, après plusieurs années de vieillissement, qui est traditionnellement fait dans des bonbonnes stockées plusieurs années des greniers, d'une façon naturelle, se colorer légèrement.

« L'utilisation de nombreuses variétés sélectionnées localement, donc particulièrement adaptées aux conditions de sol et de climat du lieu, et la distillation en une passe sont deux éléments forts du lien entre les spécificités organoleptiques constatées sur le produit et le milieu naturel ou le milieu humain de l'aire géographique. La distillation en une passe constitue une méthode de distillation unique que l'on ne retrouve pas ailleurs. La distillation en une passe a pour finalité l'obtention d'une eau-de-vie à bas degré (60 % vol. en moyenne) et l'expression d'un fruité et d'une présence en bouche hors du commun »

— Décret n° 2010-453 du 3 mai 2010 relatif à l'appellation d'origine contrôlée « Kirsch de Fougerolles ».

## Zone géographique de production

En rouge, les communes de la zone de production AOC, à cheval entre les deux départements, Fougerolles apparaît en couleur plus sombre.

Selon le décret, les étapes de l'élaboration du Kirsch de Fougerolles, de la production de la cerise au vieillissement de l'eau de vie doivent se faire dans l'aire géographique délimitée et approuvée par l'Institut national de l'origine et de la qualité. L'aire de production est à cheval sur deux départements et même deux régions différentes, la Haute-Saône (région Bourgogne-Franche-Comté) et les Vosges (région Grand Est) et est limitée à Fougerolles, Saint-Valbert (intégrés tous depuis 2019 dans la commune nouvelle de Fougerolles-Saint-Valbert), Aillevillers-et-Lyaumont, Raddon-et-Chapendu, Saint-Bresson, La Vaivre ainsi que la partie située au nord de la D 83 de la commune de Corbenay et les sections cadastrales ZC et B2 de la commune de Fontaine-lès-Luxeuil pour la Haute-Saône et Le Clerjus, Plombières-les-Bains, Le Val-d'Ajol pour les Vosges. 
La production de cerises est réalisée sur des vergers ayant fait l'objet d'une procédure d'identification. Cette identification est effectuée sur le fondement de critères d'identification parcellaire liés à leur lieu d'implantation :
- microclimat compatible avec la culture de la cerise ;
- sols sur substrat gréseux (grès bigarré) ou formé sur altérite, colluvion ou alluvions anciennes, notamment celles issues de grès bigarrés. Les sols situés sur substrats calcaires ou sur des alluvions récentes ne sont pas retenus ;
- sols légers et aérés ne présentant aucun caractère asphyxiant.

## Les signes de distinctions

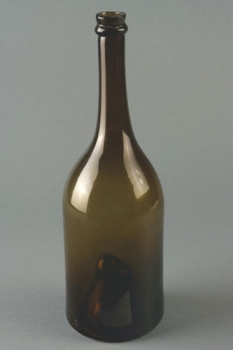
Un bô Fougerollais.

L'organisme de défense et de gestion de l'appellation a voulu entourer le kirsch de Fougerolles de signes de reconnaissance forts :
- une bouteille unique le « Bô Fougerollais » sera destiné au kirsch de Fougerolles,
- un sceau spécifique emblème du kirsch de Fougerolles complètera la reconnaissance du produit,
- un dépliant communiquera sur l'origine et l'histoire du kirsch de Fougerolles,
- des actions ponctuelles d'animation et de promotion par la confrérie, fête des cerises, fête du kirsch AOC (la 1ère édition a eu lieu le 19 novembre 2016), foire aux beignets de cerises, l'office du tourisme, l'écomusée du pays de la cerise...

## Le Bô fougerollais
Le “bô”, du nom ancien “boteille”, est une bouteille de couleur sombre soufflée à la bouche. On l’identifie à son fond coupant, aux nombreuses bulles et à ses formes irrégulières. Contenance d'environ 70 cl. Fabriqué aux environs de 1780, il est réservé à la conservation de l’eau de cerise et utilisé jusqu’au milieu du XXe siècle à Fougerolles. 
Les familles fougerollaises qui en disposent de quelques exemplaires les conservent précieusement, car il devient rare d'en trouver.
Avec l'obtention de l'AOC, le bô est reproduit à plusieurs milliers d'exemplaires par un artisan verrier.

## Schrik

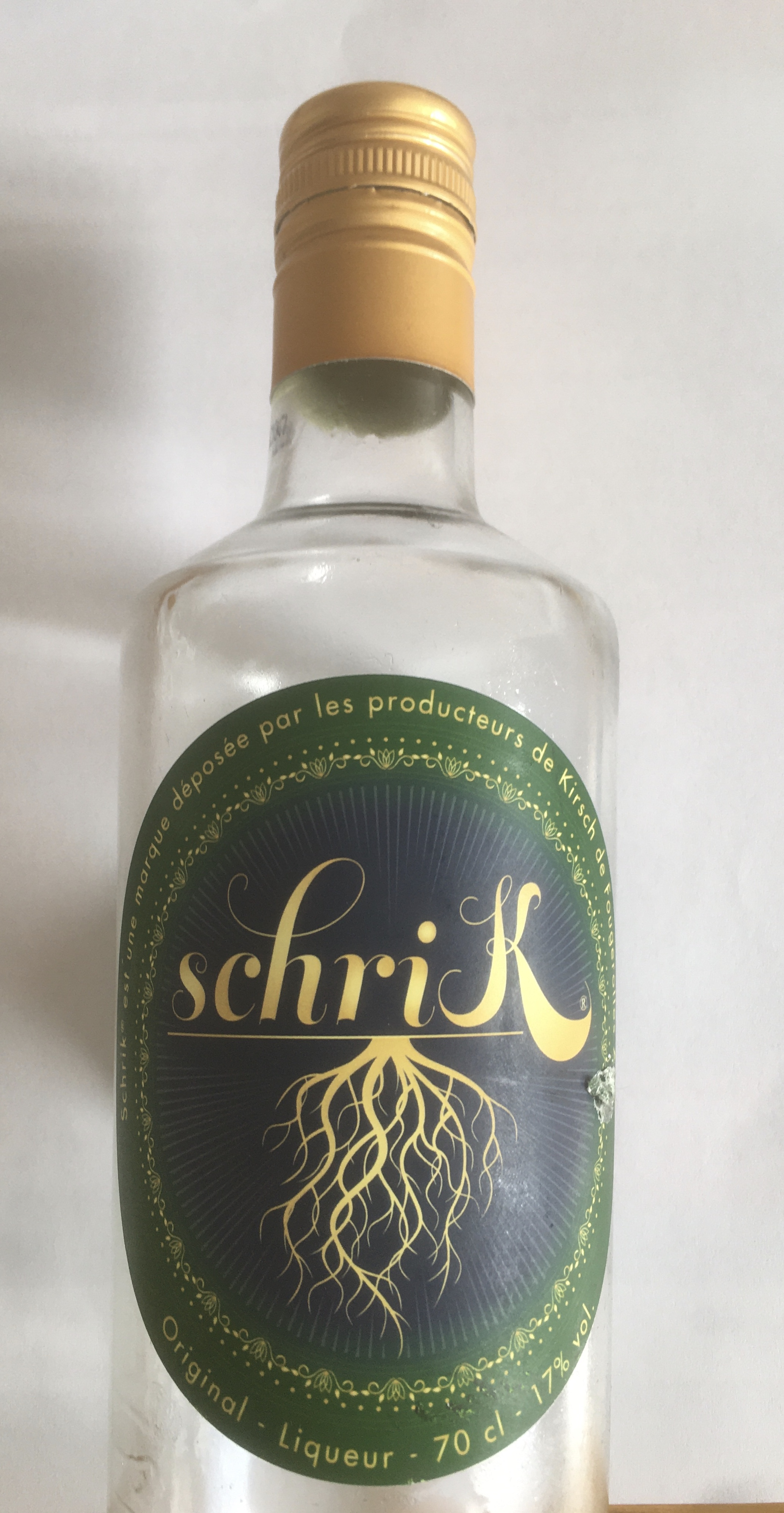
Bouteille de Schrik.

En 2021, le Syndicat de Défense et de Promotion du Kirsch de Fougerolles lance une nouvelle boisson réalisée à base de Kirsch AOC, le Schrik (anagramme de kirsch), qui peut se peut se boire seul en apéritif ou servir de base à des cocktails. Commercialisé sous le même nom par différents distillateurs, le Schrik est un kirsch AOC dilué à l'eau avec un macérat de bourgeons de sapin,.